# Neville Marriner
Pour les articles homonymes, voir Marriner.
Neville Marriner, né le 15 avril 1924 à Lincoln en Angleterre et mort le 2 octobre 2016 à Londres, est un violoniste et chef d'orchestre britannique, fondateur de l'Academy of St Martin in the Fields.

## Biographie
Neville Marriner étudie au Royal College of Music et au Conservatoire de Paris. Violon d'attaque des seconds violons du London Symphony Orchestra, il forme le Jacobean Ensemble avec Thurston Dart avant de se rendre à Hancock, dans le Maine (États-Unis), afin de prendre des cours de direction avec le chef d'orchestre français Pierre Monteux, alors installé aux États-Unis.
Il fonde l'Academy of St Martin in the Fields. Président à vie, il dirige l'orchestre jusqu'à sa mort, même s'il a cédé la direction musicale dans les années 1970, d'abord à Iona Brown, puis à Kenneth Sillito dans les années 1980.

### Famille
Neville Marriner est le père du clarinettiste Andrew Marriner. 

### Distinctions
- Commandeur de l'Ordre de l'Empire britannique (CBE)
- Chevalier, 1985[3]

## Répertoire

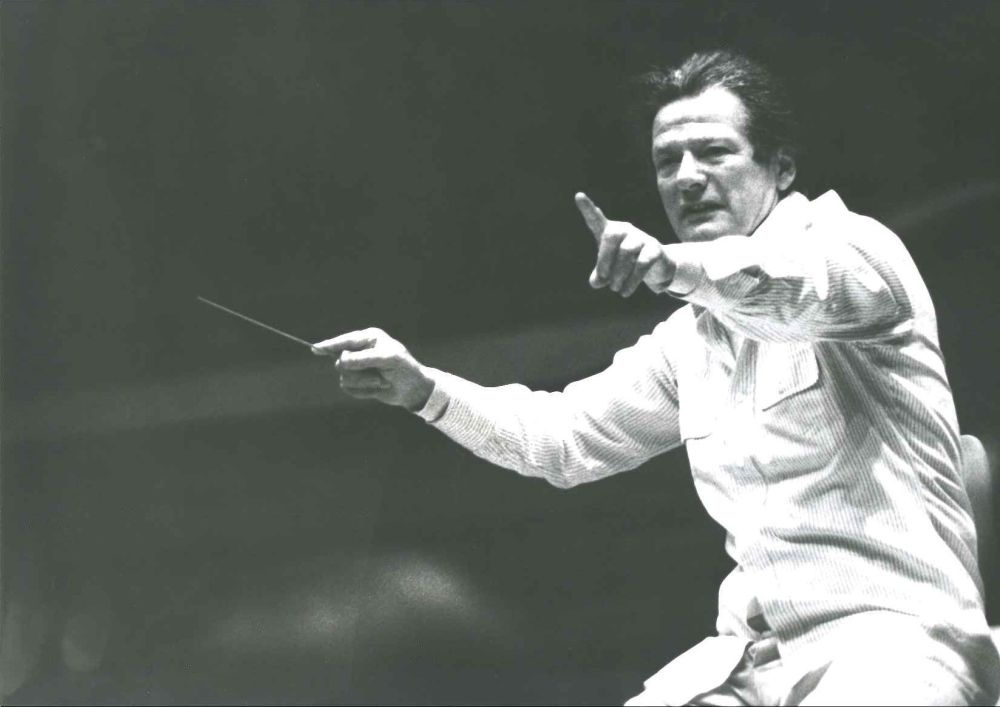
Neville Marriner dans les années 1980.

En 1956, Neville Marriner crée l'Academy of St Martin-in-the-Fields, un orchestre de chambre londonien avec lequel il a réalisé de nombreux enregistrements et dont il est président à vie. Cette formation réduite permet à Marriner de proposer des interprétations fluides et légères du répertoire baroque et classique, sur des instruments modernes. Il annonce ainsi la révolution musicale des redécouvreurs de la musique baroque (Nikolaus Harnoncourt, Gustav Leonhardt…). Ceux-ci, au milieu de nombreuses autres innovations dans le domaine de la compréhension des styles, ont choisi d'utiliser des instruments d'époque, tandis que Marriner ne s'est jamais engagé dans cette direction et a choisi une autre voie.
Marriner possède un répertoire très vaste, mais il est particulièrement reconnu comme interprète de la musique baroque, avec ses enregistrement du Messie de Haendel, du Te deum H.146 et du Magnificat H.74 de Charpentier notamment. Outre ce répertoire, il a abondamment enregistré des œuvres de Mozart (comme des symphonies, des concertos - notamment pour piano - et de la musique d'église). Il a inscrit bien d'autres types d'œuvres à son répertoire : par exemple la musique de scène écrite par Felix Mendelssohn pour Le Songe d'une nuit d'été de Shakespeare, etc.
Pour le cinéma, il a réalisé la sélection et les arrangements de la musique d'Amadeus et dirigé les enregistrements de Mozart pour des films tels Out of Africa, Priest ou Birdman ; ses enregistrements ont été utilisés pour plus d'une vingtaine de bandes originales.